# Вулиця Гетьмана Мазепи (Хмельницький)
Ву́лиця Ге́тьмана Мазе́пи — одна із головних вулиць мікрорайону Дубове.

## Історія виникнення
Починається від залізничного переїзду поблизу перехрестя вул. Проскурівської та Старокостянтинівського шосе, пролягає вздовж території медичного містечка обласної лікарні та Старого Аеропорту до вул. Купріна (мікрорайон Дубове). Виникла на початку XX ст. як продовження Старокостянтинівського шосе, частиною якого була до 1984 року.